# لويك فليجن
لويك فليجن (بالفرنسية: Loïc Vliegen)‏ (و. 1993  م) هو راكب دراجة هوائية بلجيكي، شارك في طواف إسبانيا، مركز لعبه هو ثاقب ‏.

## سجل الفوز

### سباقات أو مراحل فاز بها
| التاريخ        | السباق                                              | المركز                                            |
| -------------- | --------------------------------------------------- | ------------------------------------------------- |
| 16 يوليو 2011  | 2011 European Road Cycling Championships Men U19 RR |                                                   |
| 25 يونيو 2014  | 2014 Internationale Wielertrofee Jong Maar Moedig   |                                                   |
| 17 أغسطس 2014  | سباق النرويج 2014                                   | الثالث في تصنيف أفضل شاب، الثامن في التصنيف العام |
| 01 مايو 2015   | طواف دي بريتاجن 2015                                |                                                   |
| 10 مايو 2015   | 2015 Flèche Ardennaise                              | الفائز في التصنيف العام                           |
| 31 مايو 2015   | 2015 Peace Race U23                                 | الثاني في التصنيف العام، الثاني في تصنيف النقاط   |
| 31 مارس 2016   | ثلاثة أيام من دي بان 2016                           |                                                   |
| 02 أبريل 2016  | فولتا ليمبورغ الكلاسيكي 2016                        | التاسع في التصنيف العام                           |
| 13 أبريل 2016  | برابانتس بييل 2016                                  | العاشر في التصنيف العام                           |
| 17 أبريل 2016  | سباق أمستل الذهبي 2016                              | التاسع في التصنيف العام                           |
| 14 أغسطس 2016  | سباق النرويج 2016                                   | الخامس في تصنيف أفضل شاب                          |
| 31 يوليو 2019  | طواف فالونيا 2019                                   | الفائز في التصنيف العام                           |
| 06 سبتمبر 2020 | طواف دوبس 2020                                      | الفائز في التصنيف العام                           |

## روابط خارجية
- لويك فليجن على موقع الاتحاد الدولي للدراجات (الإنجليزية)
- لويك فليجن على موقع أرشيف الدراجات (الإنجليزية)
- لويك فليجن على موقع إحصائيات الدراجات الإحترافية (الإنجليزية)
- لويك فليجن على موقع نسبة الدراجات (الإنجليزية)
- لويك فليجن على موقع CycleBase (الإنجليزية)